# Königreich Rarotonga
Das Königreich Rarotonga (englisch Kingdom of Rarotonga; rarotonganisch: Mātāmuatanga Rarotonga), benannt nach der Insel Rarotonga, war ein unabhängiges Königreich, das 1858 auf den heutigen Cookinseln gegründet wurde. 1888 wurde es auf eigenen Wunsch hin ein Protektorat des Vereinigten Königreiches. 1893 wurde es zur Föderation der Cookinseln unter Verwaltung Neuseelands umgeformt. 1901 wurden die Cookinseln schließlich zum Protektorat Neuseelands und blieben dies bis 1965.

## Gründung
Nach der frühen Bekehrung einiger wichtiger ariki (hohen Häuptlingen) verbreitete sich das Christentum rasch innerhalb der südlichen Inselgruppen der Cookinseln. Mithilfe der ariki entwickelten die Missionare Gesetzentwürfe, die zusammen mit der Abschaffung von Gewalt als Mittel zur Streitbeilegung zu politischer Stabilität führten. 1881 entschied das Colonial Office, dass Neuseelands Interessen in dem Gebiet gegen ausländische Mächte geschützt werden müssten, und die britische Regierung nahm einen Antrag lokaler europäischer Händler und Pflanzer zur Ernennung eines unbezahlten britischen Konsuls für die Hervey-Inseln, wie die südlichen Inseln damals genannt wurden, an.

## Britisches Protektorat

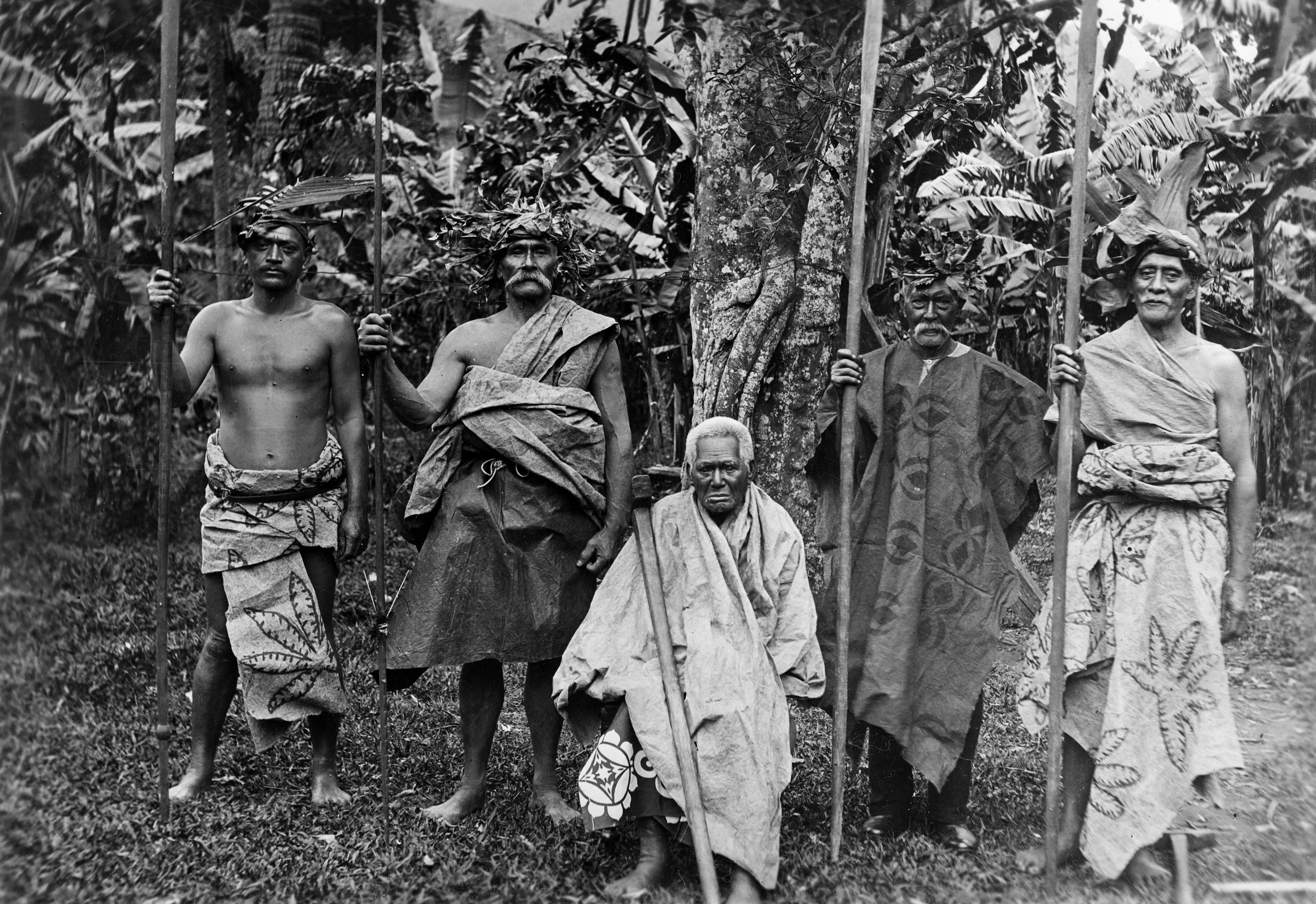
Makea Karika Tavake Ariki und die Ältesten des Karika-Stammes, Rarotonga (1888–1910)

Im Oktober 1885 akzeptierte das britische Kolonialbüro ein Angebot der selbst regierten Kronkolonie Neuseelands, den britischen Konsul für Rarotonga zu bezahlen, unter der Bedingung, dass dieser von Neuseeland ernannt und als Neuseelands offizieller Verwalter auftreten dürfe. Dieser „Resident“ sollte auch als Berater des ariki bei der Ausarbeitung und Ausübung von Gesetzen fungieren, und er würde alle Bekanntmachungen des lokalen Gesetzgebers im Namen des Gouverneurs von Neuseeland unterzeichnen. Er hatte auch das Recht, Gesetzesvorschläge abzulehnen. Im Jahr 1888 ersuchte Königin Makea Takau die Briten formell, ein Protektorat einzurichten, um die von ihr vermutete baldige Invasion Frankreichs abzuwenden. Die britische Regierung willigte ein, ihren damaligen Vizekonsul in Rarotonga mit der Errichtung eines Protektorates zum Schutze der pro-britischen Inselbewohner und des neuseeländischen Handels auf den Inseln der Südgruppe zu beauftragen. Das Kolonialbüro entschied auch, dass bestimmte andere Inseln der nördlichen Gruppe für eine mögliche zukünftige Verwendung als Transpazifik-Kabelstationen berücksichtigt werden sollten.

## Föderation
Im Jahr 1890 überzeugte der neu ernannte britische Resident Frederick Moss die ariki von Rarotonga, eine provisorische rarotonganische Gesetzgebung bzw. einen Generalrat einzurichten, die erste Verwaltung für die gesamte Insel. Im folgenden Jahr vereinbarten Vertreter der ariki aus Rarotonga mit Vertretern von den Inseln der Südgruppe, die erste föderale Gesetzgebung für die Inseln zu bilden. Das letzte Jahrzehnt des 19. Jahrhunderts war jedoch alles andere als einfach und die zahlreichen Veränderungen wurden von einigen ariki und Mitgliedern des Adels nicht gutgeheißen.

## Annexion
Die Briten waren zögerliche Verwaltungsbeamte. Von Seiten Neuseelands sowie der europäischen Bewohner der Inseln wurde fortwährend Druck ausgeübt, die Cookinseln formell unter neuseeländische Verwaltung zu stellen. Als zwei ariki dem neuseeländischen Premierminister Richard Seddon gegenüber den Wunsch der traditionellen Führer mitteilten, die Cookinseln sollten unter britischer Verwaltung bleiben, erreichte die Stimmung zwischen den Insulanern und Neuseeland einen Tiefpunkt. Am 27. September 1900 genehmigte das neuseeländische Parlament die Annektierung der Inseln durch Neuseeland und im darauffolgenden Monat besuchte der neuseeländische Gouverneur Lord Ranfurly Rarotonga. Die fünf ariki und sieben kleinere Häuptlinge unterzeichneten eine Abtretungsurkunde, woraufhin die Cookinseln am 7. Oktober 1900 von Neuseeland annektiert wurden, ohne dass die Auswirkungen oder Folgen diskutiert wurden.
Am 11. Juni 1901 wurden die Grenzen Neuseelands um die Cookinseln erweitert und die politische Macht der ariki wurde aufgehoben.

Die Flagge Rarotongas 1888–1893

Die Flagge der Föderation der Cookinseln 1893–1901